# Foho Soubobo
Der Foho Soubobo (kurz: Soubobo) ist ein Berg in der osttimoresischen Gemeinde Bobonaro. Er liegt im Nordosten der Aldeia Ohoana (Suco Raiheu, Verwaltungsamt Cailaco). Der Berg hat eine Höhe von 412 m. Der Soubobo bildet das nördliche Ende eines kleinen Gebirgszuges, der mit dem Foho Atumetalau (561 m) seine Spitze erreicht. Östlich des Soubobo fließt der Marobo. Ein kleiner Zufluss umrahmt den Berg im Norden und Westen.